# Cucumis pustulatus
Cucumis pustulatus är en gurkväxtart som beskrevs av Joseph Dalton Hooker. Cucumis pustulatus ingår i släktet gurkor, och familjen gurkväxter. Inga underarter finns listade i Catalogue of Life.